# Joseph Archer
Pour les articles homonymes, voir Archer (homonymie).
Joseph Jean Archer est un industriel et homme politique français, député de la Haute-Loire sous la Troisième République, né le 15 février 1883 à Charolles (Saône-et-Loire) et décédé le 20 mars 1957 à La Tronche (Isère).

## Biographie

### Débuts
Il est issu d'une famille bourguignonne très aisée venant du Charolais et du Morvan. Docteur en droit, ingénieur des mines de Saint-Étienne de la promotion 1903-1906, il devient industriel dans la Nièvre (Saint-Benin d'Azy et Cizely) en rachetant en 1910 une entreprise de fabrication de graisses industrielles. Déjà père de six enfants (il en aura dix en tout), il refuse l'exemption reconnue aux pères de famille nombreuse et s'engage en 1915 dans l'infanterie.

### Carrière d'industriel inventeur
Joseph Archer (parfois dénommé François-Joseph Archer) a été un inventeur prolifique notamment d'un carburant à l'eau et surtout d'un canon.
Le Canon Archer était une espèce de mortier capable d'utiliser toutes sortes de munitions. Après bien des déboires, il fut adopté par l'armée française le 18 août 1917 et donna toute satisfaction lors de l'offensive du 15 juillet 1918.
C'est aussi son expérience d'engagé volontaire dans l'Armée de terre qui le fait concevoir en 1915 une automitrailleuse d'infanterie destinée à appuyer la progression des fantassins dans les terrains les plus bouleversés, là où les automitrailleuses Renault en service dans les Groupes d'autos-canons de la Marine ne peuvent pas passer.
En 1921, certains le présentent comme l'inventeur de la nacelle Eolia, voiture conçue pour des déplacements combinés par air, terre et mer, exposée au Conservatoire national des Arts et Métiers. Toutefois un article de cette même année, vraisemblablement inspiré par Archer lui-même, indique que les Ets La Traction Aérienne, propriété de M. Archer, « se livrent actuellement à la fabrication des voitures automobiles à hélice Hélica et Eolia, dont M. Archer a racheté les brevets ».

### Carrière politique
Longtemps maire de Cizely (de 1919 à 1925 et de 1929 à 1941), l'ingénieur Archer a toute sa vie durant été un ardent défenseur de la paix entre les Nations d'Europe.  En faveur du pacte Briand-Kellogg de 1928 qui déclarait la guerre hors-la-loi, il défendit un projet fédériste qui allait encore plus loin que les rêves des Fédéralistes.
Dès 1919, il se présente en banlieue parisienne à Aubervilliers contre Pierre Laval mais il est battu.
Il se rapprocha de divers hommes politiques mais devint surtout l'ami du député Philibert Besson. Il fut élu député de Haute-Loire en 1935 en remplacement de celui-ci déclaré inéligible (XVe Législature de la IIIe République). Révoqué de ses fonctions de maire par le Gouvernement de Vichy, il fut interné et connut des difficultés de santé.

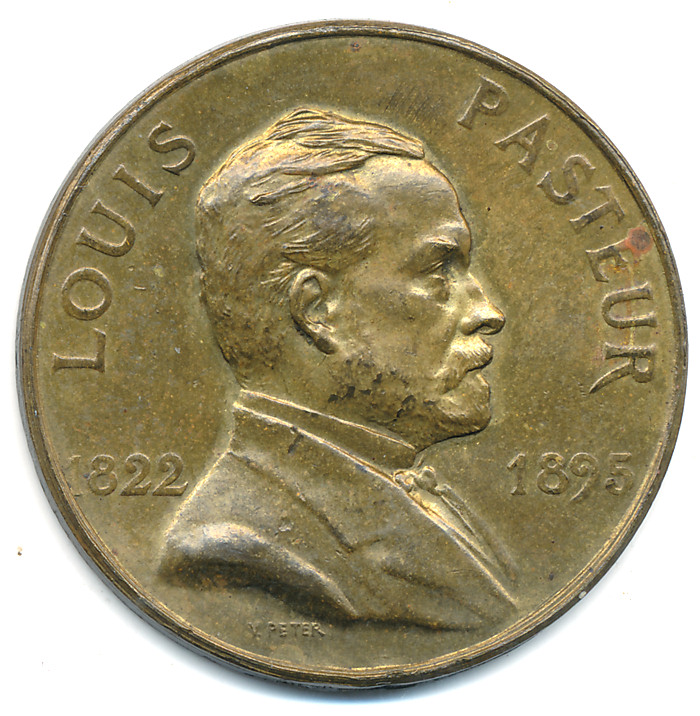
Monnaie de 1/10e d'Europa, portrait de Louis Pasteur, 1928, bronze, 32 mm.

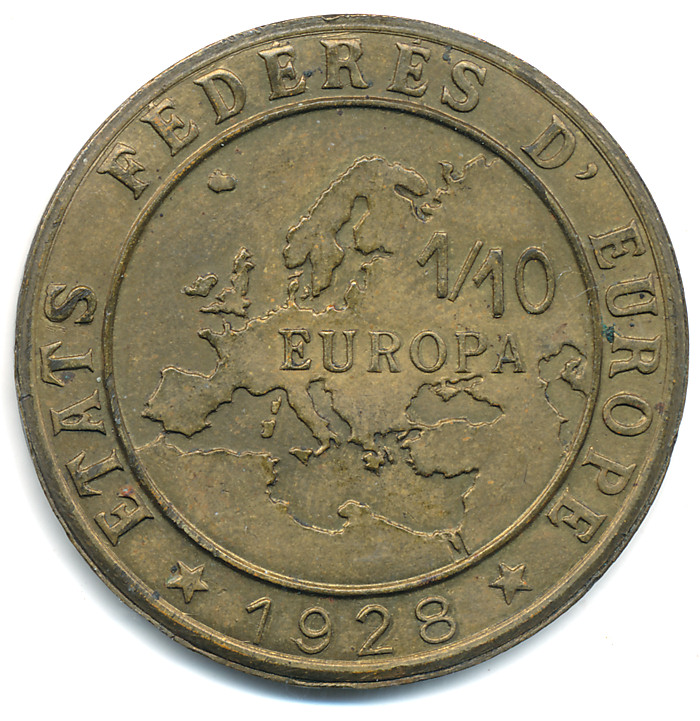
Revers de la monnaie de 1/10e d'Europa, 1928, bronze, 32 mm.

## Opportune intuition
Joseph Archer a eu l'intuition que la paix et l'unité des peuples se ferait par la monnaie. Ainsi, il parvint à concevoir une monnaie européenne baptisée l'Europa (monnaie).